# VisSim
VisSim es un lenguaje de programación visual, y fue premiado por su capacidad de modelar y simular complejos sistemas dinámicos. VisSim combina un ensamblado de la interfaz intuitiva de arrastrar y colocar los diagramas de bloques a un motor de simulación de gran alcance. Es desarrollado por la empresa estadounidense Visual Solutions en Westford, Massachusetts.

## Aplicaciones

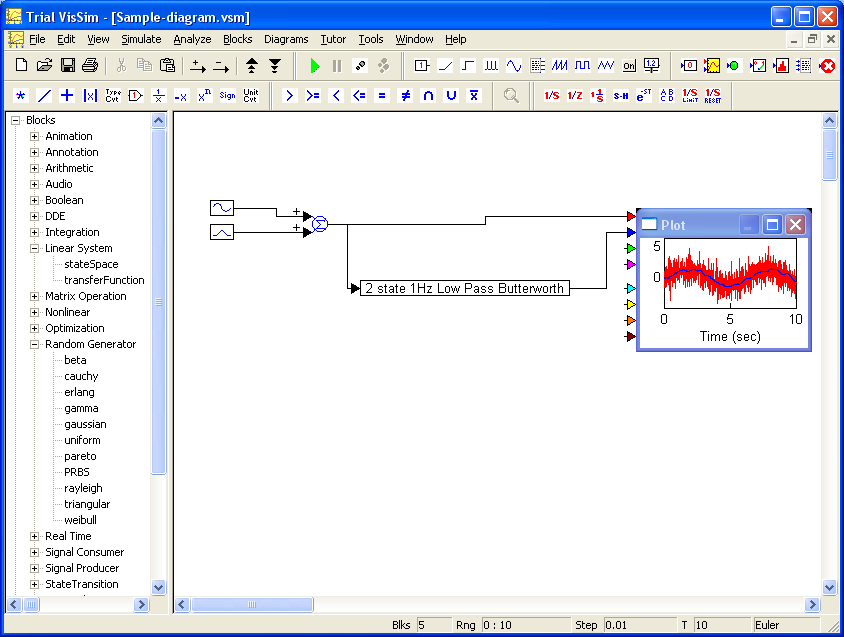
VisSim viewer con (mini)modelo.

VisSim es ampliamente utilizado en el diseño del sistema de control y Procesamiento digital de señales para la simulación y el diseño. Incluye bloques de la aritmética, booleana y funciones trascendentes, así como filtros digitales, las funciones de transferencia, la integración digital e interactiva de rastreo. Los sistemas más comúnmente el modelo son el aeroespacial, biológica o médica, el poder digital, motor eléctrico, tecnología de producción eléctrica, hidráulica, mecánica, térmica y econométricos.

### Programa Académico
El programa académico permite a las instituciones educativas acreditadas licencia libre v3.0 VisSim. Las últimas versiones de VisSim y complementos también están disponibles para los estudiantes y las instituciones académicas a precios muy reducidos.

## Para compartir los diagramas de

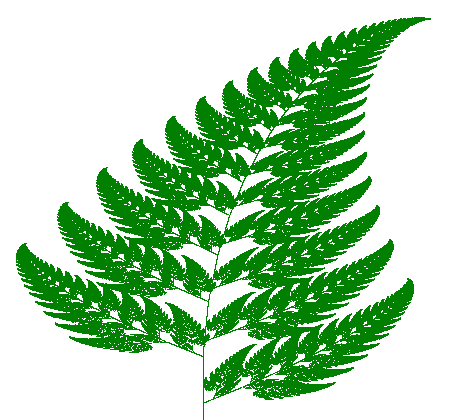
Modelo Fractal en el "VisSim Viewer".

El VisSim Viewer proporciona un compartir modelos libre con colegas y clientes sin una licencia para VisSim. El espectador se ejecutará cualquier modelo VisSim. Permite a algunos cambios en los bloques y los parámetros de simulación para ilustrar escenarios de diseño diferente. Usted puede activar y cambiar los botones si están incluidos en el modelo.

## El código generación
El VisSim/C-code de add-on convierte automáticamente los modelos de código VisSim altamente optimizado ANSI C que se puede compilar y ejecutar en cualquier plataforma de aceptar este lenguaje. El código es más eficiente y más fácil de leer que la mayoría de los generadores de código. El desarrollador de VisSim ha servido en el comité "X3J11 ANSI C" y escribió varios compiladores de C. También escribió un libro sobre el lenguaje C.

## Impulsado por modelos de ingeniería
La construcción de modelos es una manera visual de representar una situación. En vez de formar ecuaciones simultáneas con la notación matemática, la construcción de modelos es utilizar los bloques para resolver el problema. El poder de la utilización de modelos puede ser ilustrada por los problemas, a menudo relacionados con ecuaciones matemáticas, lo cual parece poco probable, pero si los modelos se construyen para mostrar la situación, la solución se vuelva clara, incluso obvio.
Es fácil crear diagramas anidados. Normalmente a construir modelos con diferentes capas VisSim, combinado si es necesario con bloques de encargo escrito en C o Fortran. A continuación, un controlador virtual es añadido y ajustado para dar una respuesta deseada del sistema en general. Agregar deslizadores y botones hace que sea fácil de realizar diferentes escenarios para la formación de los operadores o controlador de ajuste. La técnica de simular el funcionamiento del sistema de conexión, a continuación, generar automáticamente el código del diagrama de simulación que se conoce como "Model-Based Development". Basado en el modelo de desarrollo para sistemas embebidos está siendo ampliamente adoptado para los sistemas de producción, ya que acorta el ciclo de desarrollo para el desarrollo físico de la misma Model Driven Architecture acorta los ciclos de producción de desarrollo de software.

## VisSim add-ons
- VisSim/ECD le permite crear rápidamente prototipos de aplicaciones de control administrado por la DSP de Texas Instruments. Para el MSP430, VisSim necesita solamente 740 octetos flash y 64 bytes de RAM para un pequeño función de transferencia de bucle cerrado Modulación por ancho de pulsos (PWM). El apoyo en chip periférica: los puertos serie, "Controller area network" (CAN), PWM, modulación de amplitud en cuadratura (QAM), Captura de eventos, Serial Peripheral Interface Bus (SPI), I²C, Conversor analógico-digital (ADC), Conversor digital-analógico (DAC), y GPIO.
- Nivel físico de simulación de comunicación de capa del sistema (moduladores, codificadores, Lazo de seguimiento de fase (PLL), Costas Loop BPSK, QPSK, DQPSK, QAM, Bit Error Rate (BER), de los ojos Diagrama, algoritmo de Viterbi, Reed-Solomon, etc )
- Análisis en el dominio de frecuencia (Diagrama de Bode, Lugar de raíces, Diagrama de Nyquist),
- Programación automática C lenguaje de programación - Generación de código
- Motor eléctrico simulación biblioteca en tiempo de ejecución por Motor asíncrono, Motor eléctrico sin escobillas, o el motor paso a paso
- Red neuronal artificial
- OPC (OLE para control de proceso) - leer y escribir tags OPC para la simulación en tiempo real de SCADA / HMI plantas virtuales
- Optimización (matemática) los parámetros sistemas de
- En tiempo real Señal analógica y digital I/I por Windows
- Coma fija Blockset por "bit-true" simulación y generación de código C

## Fuente
1. ↑  Libro de Peter A. Darnell